# How to Dismantle an Atomic Bomb
| Recensione    | Giudizio |
| ------------- | -------- |
| AllMusic      |          |
| Ondarock      | 5.5/10   |
| Rolling Stone |          |

How to Dismantle an Atomic Bomb è l'undicesimo album in studio del gruppo musicale irlandese U2, pubblicato il 22 novembre 2004.
Nel 2006 vinse i Grammy Award come miglior album dell'anno e miglior album rock.

## Antefatti
I componenti della band cercarono di cambiare produttore (Chris Thomas). Tuttavia, quando l'uscita dell'album sembrava prossima, venne rimpiazzato nuovamente con Steve Lillywhite, produttore dei loro primi album, che li aveva comunque seguiti nel corso della loro carriera. A questi si aggiungono molti altri interventi in fase di produzione, tra i quali Flood, Brian Eno, Lanois e Jacknife Lee.
Il vero ritorno alle origini, sbandierato nel 2000, si realizza con la grinta dei nuovi brani che oscillano tra le reminiscenze post-punk del principio e le venature elettro-malinconiche del presente. Nascono tracce come All Because of You, Miracle Drug, Love and Peace or Else, Original of the Species e Sometimes You Can't Make It on Your Own. Quest'ultima canzone, scritta da Bono per ricordare il padre, Bob Hewson (venuto a mancare nel 2001), vincerà poi il Grammy Award 2006 come migliore canzone rock dell'anno (Best Rock Performance by a Duo or Group with Vocal and Song of the Year).
L'album (che, secondo alcune opinioni, è vivo, sentito e passionale) ha comunque avuto il merito di mettere d'accordo i fan della vecchia guardia con i nuovi arrivati. Nonostante ciò, il frontman Bono non si definì soddisfatto del risultato finale, dichiarando che «Al secondo disco brutto di fila che faremo ci scioglieremo».

## Promozione
Il singolo Vertigo permise all'album di avere un grande riscontro di vendite, non di molto inferiori a quelle del suo predecessore. Per promuovere l'album, il gruppo intraprese il Vertigo Tour, partito dall'San Diego Sports Arena di San Diego il 28 marzo 2005, e conclusosi all'Aloha Stadium di Honolulu il 9 dicembre 2006.
Il 22 novembre 2024, venti anni esatti dopo la pubblicazione, è stato pubblicato How to Re-Assemble an Atomic Bomb, una raccolta di dieci brani scritti durante le sessioni di registrazione dell'album How to Dismantle an Atomic Bomb e rimasti inediti.

## Tracce
Testi di Bono, musiche di U2.
1. Vertigo – 3:13 (testo: Bono, The Edge)
2. Miracle Drug – 3:53 (testo: Bono, The Edge)
3. Sometimes You Can't Make It on Your Own – 5:05
4. Love and Peace or Else – 4:48 (testo: Bono, The Edge)
5. City of Blinding Lights – 5:46
6. All Because of You – 3:34
7. A Man and a Woman – 4:27
8. Crumbs from Your Table – 4:59
9. One Step Closer – 3:48
10. Original of the Species – 4:34
11. Yahweh – 4:23 (testo: Bono, The Edge)

Traccia bonus nell'edizione britannica e giapponese
1. Fast Cars – 3:43 (testo: Bono, The Edge)

Tracce bonus nell'edizione del ventesimo anniversario dell'album (How to Re-Assemble an Atomic Bomb)
Testi di Bono, eccetto dove indicato, musiche di U2.
1. Picture of You (X+W) – 4:18 (testo: Bono, The Edge)
2. Evidence of Life – 3:06 (testo: The Edge)
3. Luckiest Man in the World – 6:12
4. Treason – 4:44
5. I Don't Wanna See You Smile – 3:17 (testo: Bono, Simon Carmody)
6. Country Mile – 4:59 (testo: Bono, The Edge)
7. Happiness – 4:30 (testo: Bono, The Edge)
8. Are You Gonna Wait Forever? – 3:50
9. Theme from "The Batman" – 1:44 (musica: The Edge)
10. All Because of You 2 – 3:33

Durata totale: 40:13

## Formazione
Gruppo
- Bono – voce, chitarra aggiuntiva (tracce 2, 9, 10 e 11), pianoforte (traccia 5)
- The Edge – chitarra, cori (tracce 1, 4-7, 9 e 11), voce aggiuntiva (tracce 2 e 3), pianoforte (tracce 2, 4, 5, 10 e 11), tastiera (traccia 3), percussioni aggiuntive (traccia 7), sintetizzatore (tracce 10 e 11)
- Adam Clayton – basso
- Larry Mullen, Jr. – batteria, cori (traccia 2)

Altri musicisti
- Jacknife Lee – sintetizzatore (tracce 1-2, 5, 7-9), programmazione (tracce 2 e 4), sintetizzatore aggiuntivo (tracce 4 e 10), pianoforte (traccia 6), effetti sonori (traccia 8)
- Carl Glanville – sintetizzatore e percussioni aggiuntivi (traccia 2)
- Fabien Waltmann – programmazione (tracce 3 e 5)
- Brian Eno – sintetizzatore (traccia 4)
- Daniel Lanois – shaker (traccia 4), chitarra aggiuntiva e pedal steel guitar (traccia 9), mandolino (traccia 11)

## Classifiche
| Classifica (2004/05) | Posizione massima |
| -------------------- | ----------------- |
| Australia            | 1                 |
| Austria              | 1                 |
| Belgio (Fiandre)     | 1                 |
| Belgio (Vallonia)    | 2                 |
| Canada               | 1                 |
| Danimarca            | 1                 |
| Finlandia            | 1                 |
| Francia              | 1                 |
| Germania             | 1                 |
| Irlanda              | 1                 |
| Italia               | 1                 |
| Norvegia             | 1                 |
| Nuova Zelanda        | 1                 |
| Paesi Bassi          | 1                 |
| Polonia              | 1                 |
| Portogallo           | 1                 |
| Regno Unito          | 1                 |
| Spagna               | 6                 |
| Stati Uniti          | 1                 |
| Stati Uniti (rock)   | 12                |
| Svezia               | 1                 |
| Svizzera             | 1                 |
| Ungheria             | 4                 |